# Vertrag von Benevent
Der Vertrag von Benevent auch Konkordat von Benevent wurde am 18. Juni 1156 zwischen Papst Hadrian IV. und Wilhelm I. von Sizilien geschlossen. Er regelte die Beziehungen zwischen der Römischen Kirche und den Königen von Sizilien, klärte aber nicht alle territorialen Streitfragen. Einige kirchenpolitische und lehnsrechtliche Bestimmungen blieben bis zur Gründung des Königreichs Italien 1861 in Geltung.

Das Königreich Sizilien um 1154

## Vorgeschichte
Unter Roger II. hatten die normannischen Herrscher Siziliens einen Einflussbereich bis weit in die päpstlichen Territorien Süditaliens hinein erobert. Nach seinem Tod 1154 hatte sein Erbe Wilhelm I. mit Aufständen in Apulien zu kämpfen und bemühte sich angesichts dessen erstmals um eine Verständigung mit Papst Hadrian IV. Zugleich drohte sowohl den Normannen als auch dem Kirchenstaat eine Intervention des Byzantinischen Reiches, das unter Kaiser Manuel I. eine Restaurierung seiner Herrschaft in Süditalien anstrebte und 1153 Ancona eingenommen hatte. Auf der anderen Seite hatte sich der römisch-deutsche Kaiser Friedrich I. Barbarossa mit dem Vertrag von Konstanz verpflichtet, die Normannen in Zusammenarbeit mit dem Papst aus Süditalien zu vertreiben, so dass ihnen eine geschlossene gegnerische Front gegenüberstand, aus der auch der Papst nicht ohne weiteres hätte ausscheren können. Allerdings blieb ungeklärt, ob das zurückeroberte Land an Papst oder Kaiser fallen sollte.
Angesichts dieser komplizierten Vertrags- und Interessenlage brach Barbarossa im Herbst 1154 zum Romzug auf, mit dem er die Kaiserkrönung anstrebte. In deren Anschluss plante er mit der Rückeroberung Süditaliens zu beginnen und sogar auf Sizilien zu landen. Am 18. Juni 1155 wurde Friedrich I. zum Kaiser gekrönt. Kurz darauf musste Hadrian IV. vor stadtrömischen Aufständen nach Benevent fliehen. Barbarossa verhandelte zeitgleich mit byzantinischen Gesandten über einen gemeinsamen Feldzug gegen Sizilien. Bei den deutschen Fürsten im kaiserlichen Heer stieß dies jedoch auf so heftigen Widerstand, dass Friedrich sein Vorhaben aufgeben musste, was wiederum die Beziehungen zu den Byzantinern massiv verschlechterte. Diese boten Hadrian IV. daraufhin ihre Unterstützung gegen die Stadtrömer an, verlangten dafür aber die Übergabe fester Stützpunkte an der Küste Apuliens. Der Papst zögerte mit einer Zustimmung, da er ihnen damit umfangreiche Zugriffsmöglichkeiten auf sein Territorium eingeräumt hätte. Zugleich schürten die Byzantiner einen Aufstand im Normannenreich, der bis zum Frühjahr 1156 fast ganz Apulien erfasste und auch auf Sizilien übergriff, und nahmen zudem Brindisi ein. Nachdem Wilhelm I. sich jedoch von einer langen Krankheit erholt hatte, schlug er die Aufstände auf dem italienischen Festland nieder und eroberte im Mai 1156 Brindisi zurück.

## Der Vertrag
Angesichts dieses plötzlichen Machtgewinns der Normannen und der faktischen Abkehr Barbarossas von Süditalien orientierte Hadrian IV. seine Politik grundlegend um und schloss Frieden mit den Normannen. Im Juni 1156 wurde der Vertrag von Benevent vereinbart. Hadrian sandte eine Delegation mit den Kardinalpriestern Humbald von Santa Prassede und Iulius von San Marcello unter Führung des Kanzlers Roland zu Wilhelm I., der seinerseits seinen ammiratus ammiratorum Maio von Bari, die Erzbischöfe Hugo von Palermo und Romuald von Salerno sowie den Bischof Wilhelm von Troia und den Abt Marinus von Cava als Unterhändler benannte. Das Ergebnis wurde in zwei Urkunden festgehalten. Die normannische Ausfertigung hat sich im Vatikanischen Geheimarchiv im Original erhalten, die Gegenurkunde Hadrians ist nur abschriftlich erhalten geblieben.
Hadrian erkannte in ihnen das Normannenreich an. Darüber hinaus verzichtete er auf jede Einflussnahme auf die Erbfolge und überließ sie der Entscheidung des jeweiligen Normannenkönigs. Im Gegenzug leistete Wilhelm dem Papst den Lehnseid, was auch für die jeweiligen Nachfolger gelten sollte. Für das Gesamtreich erhielt Wilhelm das Approbationsrecht für kirchliche Wahlen. Päpstliche Legationen durften ohne ausdrückliche Zustimmung des Herrschers nur den Festlandsteil des Reiches betreten, der Zustimmungsvorbehalt galt auch für Appellationen des Klerus an den Heiligen Stuhl.
Der Papst hatte durch diesen Schritt einen Gegner zu einer neuen Schutzmacht umgewandelt. Die Normannen hatten die Legitimierung ihres Königreiches durch die höchste Instanz der katholischen Kirche gewonnen.
Wilhelm bewies seinen Willen zur Erfüllung der neuen Aufgabe, indem er 5000 Pfund Gold an die Römer zahlte, die Summe, die traditionell vom Papst bei seinem Amtsantritt an das Volk verteilt wurde. Nach dieser Auszahlung endete der römische Aufstand und der Papst kehrte in die Stadt zurück.

## Die Folgen
Der Vertrag von Benevent steht im Zusammenhang eines allgemeinen Koalitionswechsels: 1158 vermittelte Hadrian einen Frieden zwischen Byzantinern und Normannen, worauf diese zukünftige Aktionen gegen die staufischen Territorien in Italien vereinbarten. Darüber hinaus stellte der Beneventer Vertrag auch einen wichtigen Schritt in der Verschärfung des Konflikts zwischen Papst und Kaiser dar. Schließlich hatte Friedrich die von Hadrian erhoffte Schutzfunktion gegen die Normannen nicht wahrgenommen und Hadrian hatte sich mit den Normannen verbündet, die Barbarossa als Feinde ansah.
Ideengeschichtlich brach der Vertrag die Bindung von Kaiser und Papst auf. Der Kaiser war durch ihn nicht mehr als alleiniger Vogt der Kirche und auch nicht mehr durch seine Funktion in der Stadt Rom legitimiert.

## Ausgabe
- Horst Enzensberger: Guillelmi I regis diplomata, Köln-Wien 1996 [Codex diplomaticus Regni Siciliae. Series prima, tomus III], S. 32–36 D. 12, ISBN 3-412-00689-0